# Help (a gong)
A Help (a gong) Tóth Lajos 1990-es animációs rövidfilmje.

## Tartalom
A főszereplő iszonyatos erővel megüti a gongot, de akkor…

## Külső hivatkozások
- Tóth Lajos[halott link]